# Shōgo Nishikawa
Shōgo Nishikawa (jap. 西河 翔吾 Nishikawa Shōgo; ur. 1 lipca 1983) – japoński piłkarz występujący na pozycji obrońcy. Obecnie występuje w Yokohama FC.

## Kariera klubowa
Od 2004 roku występował w klubach Sanfrecce Hiroszima, Tokushima Vortis, Montedio Yamagata i Yokohama FC.